# Калоубани
Калоубани (груз. კალოუბანი) — село в Грузии, на территории Каспского муниципалитета края (мхаре) Шида-Картли.

## География
Село находится в центральной части Грузии, на левом берегу реки Тедзами (правый приток Куры), на расстоянии приблизительно 7 километров (по прямой) к юго-западу от города Каспи, административного центра муниципалитета.

## Население
По результатам официальной переписи населения 2014 года, в Калоубани проживал 91 человек (47 мужчин и 44 женщины). В национальной структуре населения грузины составляли 68,1 %, азербайджанцы — 30,8 %, осетины — 1,1 %.
| Год  | Население, человек |
| ---- | ------------------ |
| 2002 | 140                |
| 2014 | ↘ 91               |